# 卡伦·甫·库内
卡倫·甫·庫內（英語：Karen Foo Kune，1982年5月29日—），模里西斯華裔，毛里求斯女子羽毛球运动员、政治人物。曾就读于墨尔本的蒙纳士大学。

## 運動員生涯
卡伦曾兩次獲得毛里求斯年度女運動員獎（2004年，2009年），曾多次在非洲大陸排名第一。 她曾經參加過奧運會（2008），並多次參加英聯邦運動會（2002、2006、2010）。2011年，她在女子雙打和團體團體賽的全非洲運動會上獲得銅牌。
她在北京奥运羽毛球女单比赛32强中，遭遇了中国的卢兰，首局3-21失利，第二局局中因身体不适而退出。

## 主要比賽成績
| 年份   | 賽事                 | 公開賽級別 | 項目     | 搭檔                       | 成績   |
| ------ | -------------------- | ---------- | -------- | -------------------------- | ------ |
| 2009年 | 烏干達羽毛球國際賽   | 國際系列賽 | 女子單打 | －                         | 冠軍   |
| 2009年 | 肯亞羽毛球國際賽     | 國際系列賽 | 女子雙打 | Shama Aboobakar            | 準決賽 |
| 2009年 | 毛里裘斯羽毛球國際賽 | 國際系列賽 | 女子單打 | －                         | 準決賽 |
| 2009年 | 南非羽毛球國際賽     | 國際系列賽 | 女子單打 | －                         | 準決賽 |
| 2011年 | 全非運動會羽毛球比賽 | 其他       | 混合團體 | －                         | 銅牌   |
| 2011年 | 全非運動會羽毛球比賽 | 其他       | 女子雙打 | Priscilla Vinayagam Pillay | 銅牌   |

### 奧運會和世錦賽參賽紀錄
|          | 2007 | 2008 | 2009 | 2010 |
| -------- | ---- | ---- | ---- | ---- |
| 女子單打 | 64強 | 32強 | 64強 | 64強 |